# Deux Anglaises en délire

Deux Anglaises en délire (titre original : Smashing Time) est une comédie britannique réalisée par Desmond Davis en 1967, sorti en 1968.

## Synopsis
Venues du Nord de l'Angleterre, deux jeunes femmes, Yvonne et Brenda, débarquent dans le Swinging London des années 1960, bien décidées y réussir et à y faire fortune. Il y aura la mode, la chanson, les parties, un peu de sexe, l'espoir de percer - et aussi et surtout beaucoup de déconvenues.

## Fiche technique
- Titre : Deux anglaises en délire
- Titre original : Smashing Time
- Réalisation : Desmond Davis
- Scénario : George Melly
- Assistants réalisateurs : 1) Jake Wright, 2) Ariel Levy
- Directeur de la photographie : Manny Wynn
- Cameraman : Ray Parslow
- Musique composée et dirigée par : John Addison
- Décors : Ken Bridgeman
- Montage : Barrie Vince
- Ingénieur du son : Robin Gregory
- Producteurs : Roy Millichip et Carlo Ponti
- Société de production : Partisan Film Productions, Selmur Productions
- Sociétés de distribution : 
  -  Royaume-Uni : Paramount British Pictures
  -  France :Paramount
- Pays d'origine : Royaume-Uni
- Format : 35 mm (positif et négatif) - Eastmancolor - 1,85 - Mono
- Genre : Comédie
- Durée : 96 minutes
- Date de sortie :
  - Royaume-Uni : 5 janvier 1968
  - France : 9 août 1968
- Affiche : René Ferracci (France)

## Distribution
- Lynn Redgrave : Yvonne
- Rita Tushingham : Brenda
- Michael York : Tom Wabe
- Anna Quayle : Charlotte Brillig
- Irene Handl : Mrs. Gimble
- Ian Carmichael : Bobby Mome-Roth
- Peter Jones : Dominic
- Jeremy Lloyd : Jeremy Tove
- Toni Palmer : Toni
- George A. Cooper : l'Irlandais
- Murray Melvin : un client de la boutique de mode
- Veronica Carlson : l'actrice de cinéma à la première
- Howard Marion-Crawford : un portier de club